# شعار أولاند
شعار أولاند يتميز بغزلان ذهبية في خلفية ذات لون أزرق. يعلو هذا تقليديا تاج هزلي من الطراز السويدي القديم.

## تاريخ الشعار
أول رمز معروف لجزر أولاند هو ختم من عام 1326 يصور القديس أولاف، شفيع الجزر. يجلس القديس على العرش، ممسكًا في يديه صليب كروي وفأس. تم استخدام ختم القرون الوسطى لاحقًا كمصدر إلهام لأذرع بلدية جومالا، الذي مُنح عام 1952.
تم منح الشعارات التي تحملها جزر أولاند اليوم في الأصل إلى مقاطعة أولاند ذات الصوت المماثل في عام 1560، حيث تظهر غزالًا أحمر ذهبيًا على حقل أزرق. في عام 1569، مُنِح أولاند للملكة السويدية الأرملة كاتارينا ستينبوك كإقطاعية وحصل على شعار النبالة الإقليمي الذي يعرض غزالين من اليحمور في حقل تتناثر فيه تسعة ورود. أصبحت ذراعي هاتين المقاطعتين السويديتين المتشابهتين مرتبكين في وقت مبكر، وفي ثمانينيات القرن التاسع عشر تم تسجيل ذراعي أولاند على أنهما غزالان من البطارخ مع تسعة ورود. كانت السويد قد تنازلت عن الكثير من أراضيها الشرقية، بما في ذلك جزر أولاند، لروسيا في عام 1809، والتي أصبحت دوقية فنلندا الكبرى، ولكن لم يتم اكتشاف تبديل الشعار حتى الأربعينيات.
أثناء مراجعة شعارات النبالة في عام 1944، اكتشف المكتب الوطني السويدي لشعارات النبالة (Riksheraldikerämbetet) أنه تم ارتكاب خطأ. تم إخطار سلطات Heraldic في فنلندا بالخطأ ولكنها قررت في النهاية عدم إجراء أي تغييرات وعدم تبني شعار النبالة الذي كان مخصصًا في الأصل لجزر أولاند (مع اثنين من غزال اليحمور وتسعة ورود فنلندية)، حيث قاموا منذ فترة طويلة بمنح أولاند الأسلحة التي تم اغتصابه من أولاند. جعل هذا القرار من الضروري للمبشرين السويديين تغيير شعار النبالة لأولاند مرة أخرى، لتجنب المزيد من الالتباس. تقرر بعد ذلك في عام 1944 أن يكون لغزال أولاند طوق أحمر وملابس لتمييزه عن الأسلحة التي مُنحت لأول مرة لأولاند ولكنها الآن تنتمي إلى أولاند.

## معرض الصور

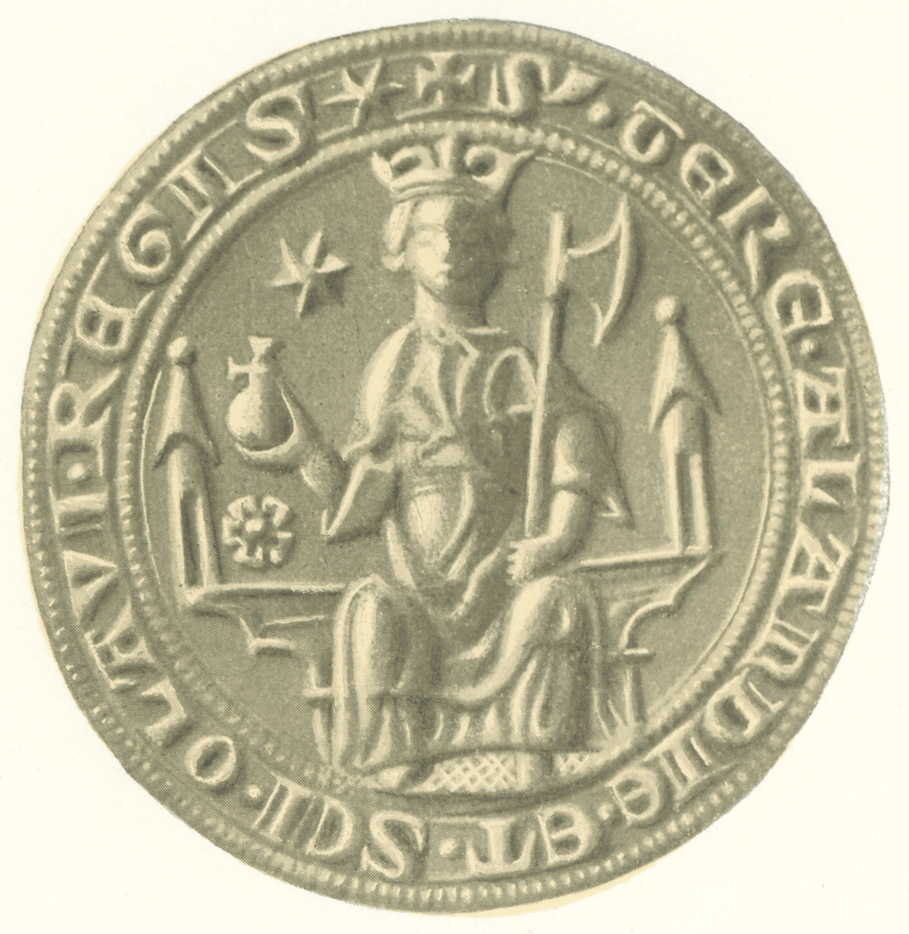
ختم آلاند من عام 1326
الشعارات التي مُنحت لأولاند عام 1560 واستخدمت هناك قبل نقل أولاند عام 1569، ثم استخدمت هناك حتى يومنا هذا
الشعارات مصممة لأولاند في القرن السادس عشر ولكن بدلاً من ذلك استخدمها أولاند (رسميًا ثمانينيات القرن التاسع عشر إلى عام 1944، ولكنها استخدمت أيضًا في وقت سابق)
مُنحت الشعارات لأولاند في عام 1944، مع إضافة الياقة الحمراء وتغيير الملابس إلى اللون الأحمر لتمييزها عن أولاند
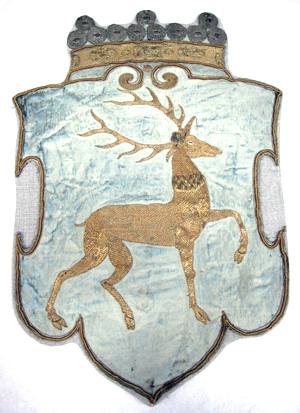
استخدمت أذرع آلاند في جنازة الملك جوستافوس أدولفوس عام 1634.
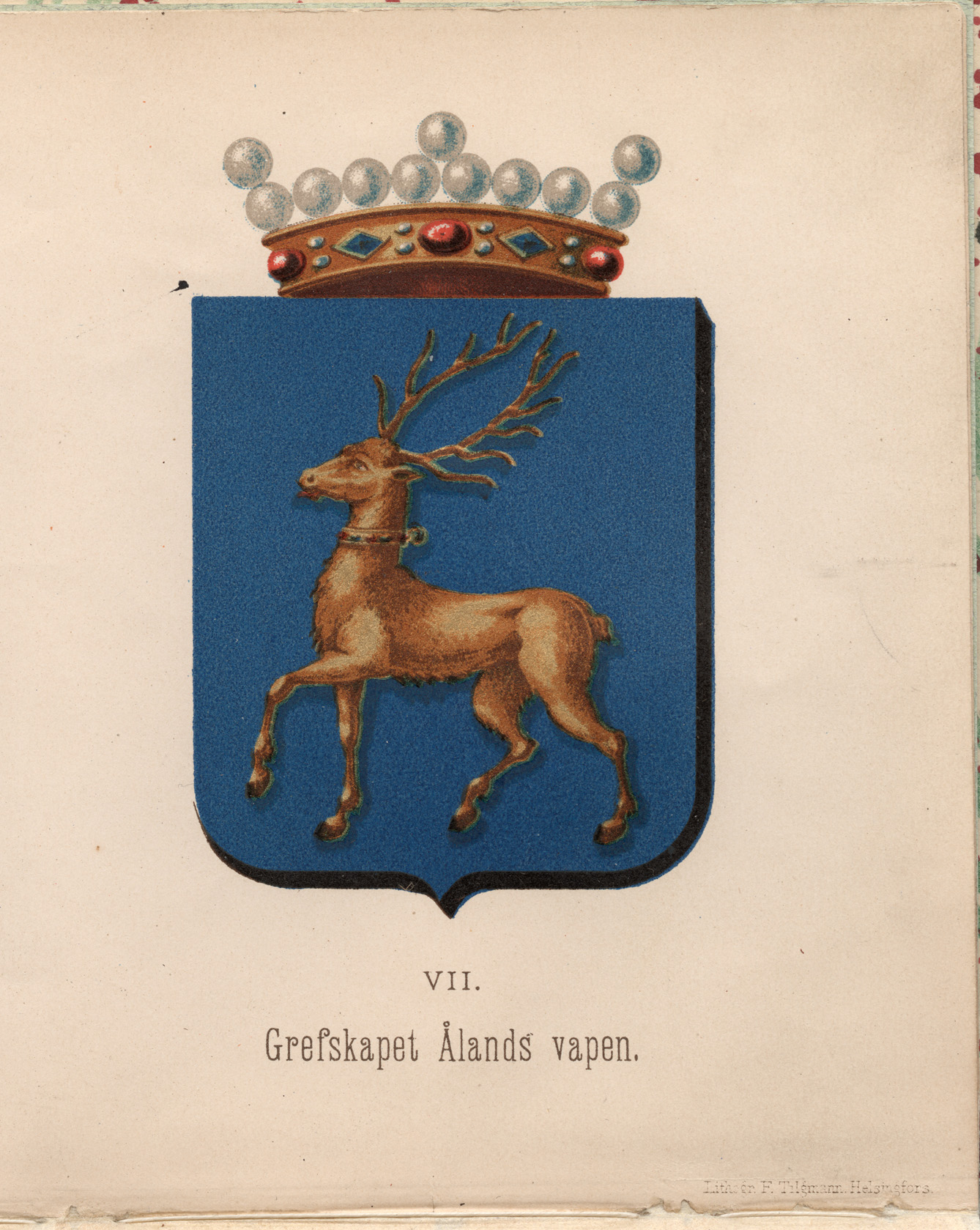
أذرع أولاند لكارل بومانسون من عام 1889 تظهر الأيل بياقة مرصعة بالجواهر.
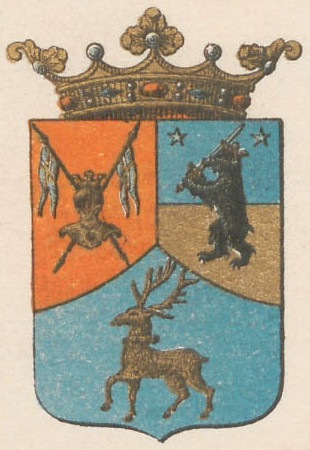
الشعارات أولاند كجزء من أسلحة مقاطعة توركو وبوري من عام 1890.

## أنظر أيضا
- تاريخ جزر أولاند
- علم جزر أولاند